# Rietwijk

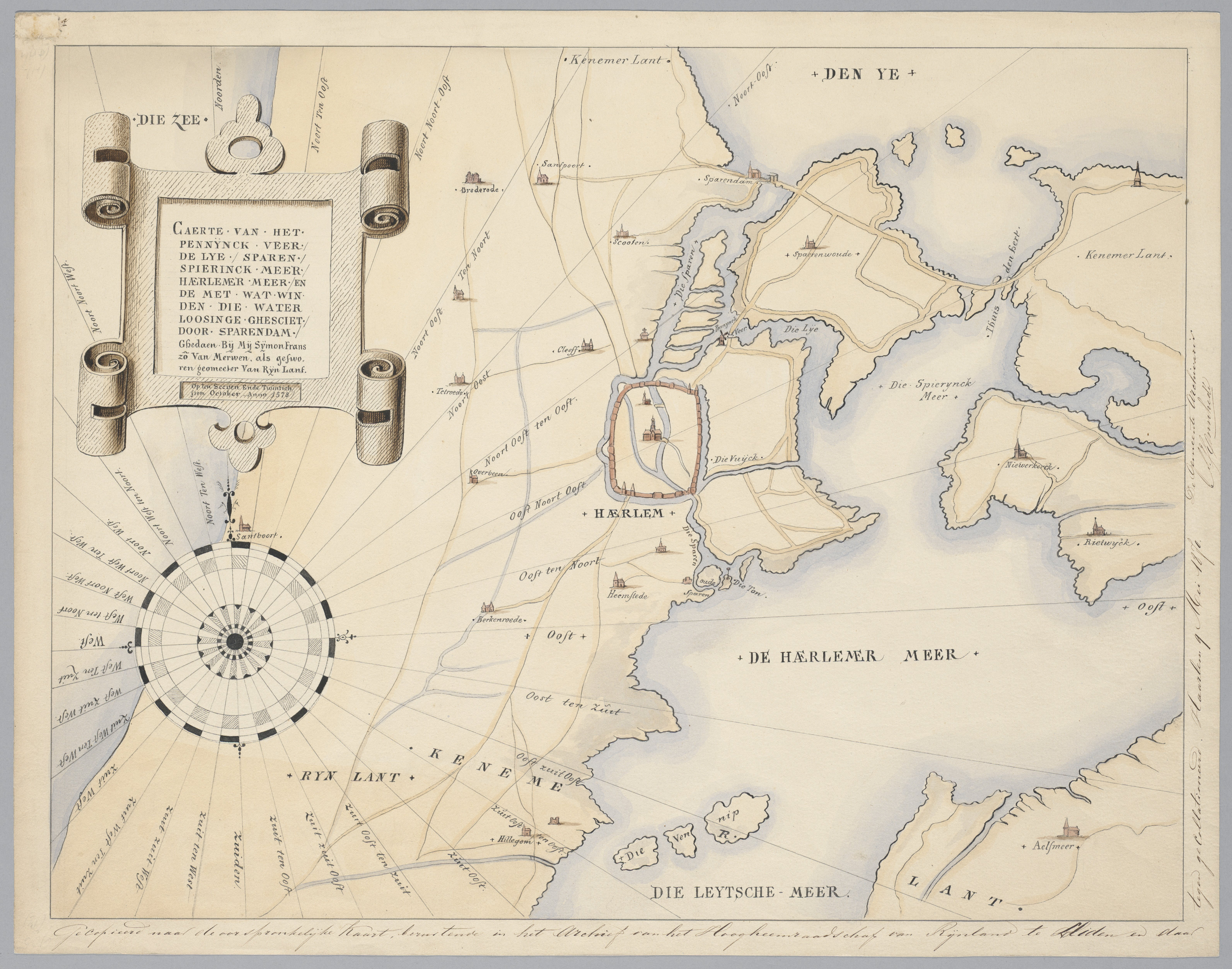
Ligging van de voormalige dorpen Nieuwerkerk en Rietwijk ten noordoosten van de Haarlemmermeer, op een kaart van A.J. Enschedé (1870), naar de kaart van Symen Fransz. van der Merwen uit 1578.

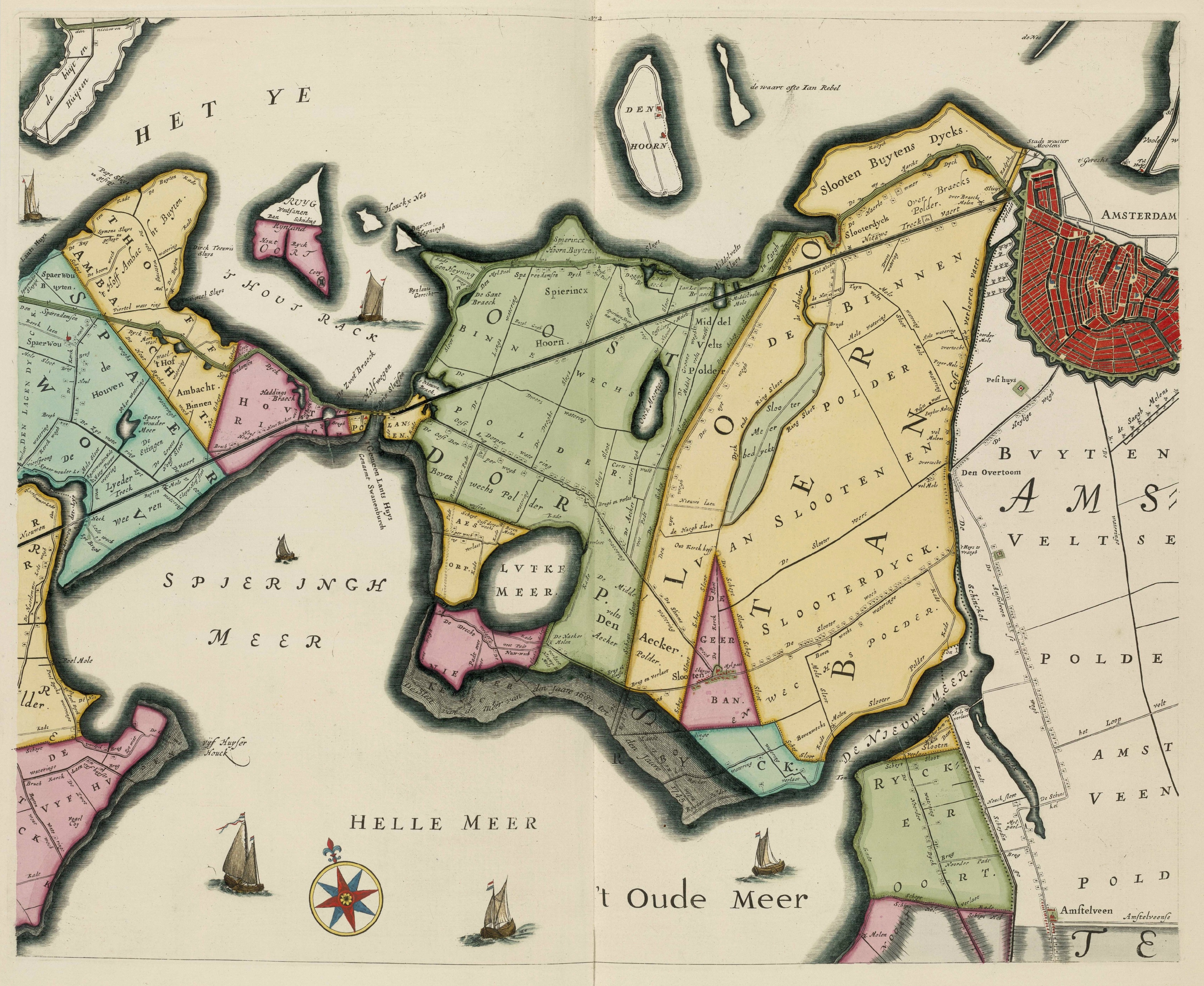
Kaart van een deel van het Hoogheemraadschap van Rijnland uit 1746. In groenblauw aangegeven ligt het restant van Rijck tussen het Oude Meer, Sloten en de driehoekige Geerban.

Rietwijk of Rijk was een door de Haarlemmermeer verzwolgen dorp in Holland. Het lag tussen Haarlem en Sloten.
De oudste geschiedenis en het ontstaan van het dorp is niet met zekerheid bekend. De oorzaak hiervan is dat alle resten van het dorp al eeuwen geleden zijn weggespoeld en dat de schriftelijke bronnen incompleet en soms met elkaar in tegenspraak zijn. Waarschijnlijk is het dorp gesticht tussen de tiende en dertiende eeuw tijdens de grote ontginningsperiode van het veengebied ten oosten van Kennemerland. De Haarlemmermeer was zo'n duizend jaar geleden een klein veenmeertje dat zich in de loop der eeuwen steeds verder uitbreidde ten koste van het aangrenzende land.
Samen met Nieuwerkerk vormde Rietwijk een ambacht. Rietwijk was in de Middeleeuwen een welvarend dorp, maar ook dit is grotendeels verzwolgen door de 'Waterwolf' de Haarlemmermeer. Omstreeks 1600 was er van het vroegere dorp weinig meer over. In 1597 werd de kerkgemeenschap van Rietwijk of Rijk opgenomen in die van het dorp Sloten, waartoe de kort tevoren herbouwde Sloterkerk werd vergroot.
De ligging van de kerk van Rietwijk of Rijk was ongeveer ten zuidoosten van de huidige plaats Badhoevedorp. Het land van Rietwijk of Rijk strekte zich uit tot aan de Nieuwe Meer ten zuiden van Sloten. In 1636 kreeg de Rietwijkerpolder een eigen molen, de Riekermolen, die tot 1956 op zijn plaats bleef en toen verhuisde naar de Amsteldijk, bij de Kalfjeslaan. Dit is een van de laatste herinneringen aan het oude Rietwijk of Rijk.
Ook de Riekerpolder herinnert in naam nog aan het verdwenen dorp, maar bestond voor een groot deel uit de vroegere Bovenwegse Sloterpolder (ten zuiden van de Sloterweg). De zuidelijke begrenzing was en is de Nieuwe Meer. Een groot deel van deze polder is inmiddels bedekt met stedelijke bebouwing en met wegen en spoorlijnen. Ook is een deel in de jaren vijftig voor de zandwinning vergraven tot Riekerplas, opgenomen in de uitbreiding van de Nieuwe Meer.
Aan de zuidzijde hiervan lag Rietwijkeroord, dat tot Nieuwer-Amstel behoorde en na vervening in het begin van de 20e eeuw als droogmakerij vanaf de jaren dertig ingericht is met het Amsterdamse Bos.
Na inpoldering van de Haarlemmermeer werd in de 19e eeuw een nieuwe buurtschap Rijk gesticht aan de kruising van de Aalsmeerderweg en de Vijfhuizerweg. Ook dit dorp is weer verdwenen. In de jaren zestig werd het afgebroken om plaats te maken voor de bouw van het nieuwe complex en startbanen van de Luchthaven Schiphol. Op de plaats van Rijk ligt nu de Kaagbaan.
In de jaren negentig is de naam Rijk voor de derde keer verschenen, nu is er een bedrijventerrein Schiphol-Rijk, ten noordwesten van Aalsmeer.
In Amsterdam is Rijckerbrug (brug nr. 167) naar het dorp vernoemd. 